# L1 (Wohnbautyp)
L1 (vollständig TW, L1) ist die Abkürzung für eine frühe Typenreihe von Wohnbauten in der DDR. Konzipiert wurde sie 1956 durch das neu gegründete Berliner Institut für Typung unter der Leitung von Hans Schmidt, Leiter des Projektkollektivs war Heinz Hentschel. 1957 wurde es durch das Ministerium für Bauwesen der DDR zum allgemeinen Bauen freigegeben.
Die L1 war eine der ersten Typenreihen der DDR, die getypt wurden und ermöglichte ein serielles, standardisiertes Bauen. Damit konnte die Bereitstellung fehlenden Wohnraums in der DDR beschleunigt werden. Das Kürzel „TW“ verwies auf die traditionelle, noch nicht industrialisierte Bauweise, die Bauten wurden noch in Handmontage in traditioneller Bauweise konventionell gemauert, entweder mit Hochlochziegeln oder Hohlblocksteinen. Das „L“ stand für „längs“, da die Längswände die tragenden Wände der Bauten waren. Dem gegenüber stand ein ähnlicher Typ TW, Q1, bei dem dann die Querwände tragend waren. Die Baureihe bot nur wenig Flexibilität, jede Sektion bot nur eine Wohnungsgröße, es gab nur vier Segmente und ein Doppelsegment. Segment A sowie das Doppelsegment waren dreispännig, die anderen Segmente zweispännig. Sie boten Zwei-, Zweieinhalb-, Ein- und Eineinhalbzimmerwohnungen Raum, für jede Wohnung waren Balkons vorgesehen. Je Bau waren 4 bis 60 Wohnungen vorgesehen.
L1-Bauten wurden zwei- bis viergeschossig ausgeführt und wurden unter anderem in Lübbenau, Berlin-Lichtenberg und Hoyerswerda errichtet. Die parallel entwickelte und gebaute Typenserie L4 war häufiger im Einsatz als der L1-Typ, beide wurden jedoch ab 1959 nicht mehr weiterentwickelt, da die Querbauweise der Q-Serie sich durchsetzte, ab 1961 dann auch Plattenbauten (QP und P1).